# Ciro Diezhandino Nieto

## Nacimiento
9 de junio de 1932, Castrillo de Onielo (Palencia), España

## Fallecimiento
3 de febrero de 2020, Madrid
Ciro descansa en el Cementerio Municipal de Baltanás, en Baltanás (Palencia), el pueblo donde transcurrió su infancia y primera juventud, y donde se inició en su vital proceso creativo.

## Educación
Facultad de Derecho, Universidad de Valladolid

## Familia
Padres:
Pedro Diezhandino Abarquero, Pilar Nieto Nieto

## Biografía
Ciro Diezhandino Nieto nace en Castrillo de Onielo, Palencia en 1932.
Estudió bachillerato en el Instituto Jorge Manrique de Palencia y Derecho en la Universidad de Valladolid. Cuando cursaba quinto curso de carrera, decidió dejarlo todo e instalarse en Madrid para comenzar sus estudios de danza. Era julio de 1956. Inicia su preparación con clases de ballet clásico en la escuela de María Teresa Ibarz, en el Círculo de Bellas Artes, así como con Héctor Zaraspe, y más tarde de flamenco con La Quica (Francisca González Martínez) y Antonio Marín. 

### Carrera Profesional
En 1956, firmó sus primeros contratos. Se incorpora al elenco de bailarines del Teatro de la Zarzuela (Madrid), con el coreógrafo Alberto Lorca. En 1959 entra en la compañía de Antonio (Antonio Ruiz Soler). Actuaciones en París, Londres, Sudáfrica y España.
En la Compañía de Antonio permaneció hasta que emprendió su propia carrera artística que comenzó en Estados Unidos en 1961. 
Su primera actuación en EE.UU. fue en 1961 a instancias del guitarrista Ángel Diezhandino. Fue en el Tablao Gitano’s en Chicago, con Rosa Montoya como pareja de baile. A partir de ahí, no cesó su actividad en EE.UU.
Tras un contrato en Los Ángeles, les invitan a bailar en el Tablao Casa Madrid, en San Francisco.
El 21 de abril de 1962, debutan en el Pabellón Español de la Feria Mundial de Seattle (21 Century Exposition), (Washington, EE. UU.). Inmediatamente después fue seleccionado para intervenir en la primera retransmisión (Telstar, 23 de julio de 1962) de la historia de televisión por satélite en directo entre América y Europa - Telstar (satélite), presentada por el entonces presidente de EE. UU. John F. Kennedy.
En 1963-64 coreografía y baila en la producción "Olé Olé", que se presentó en Nueva York en el Teatro Mermaid de Broadway. Por su éxito y por ser además la obra de más larga permanencia en off-Broadway recibió la Medalla de la Dance Society (Nueva York).
En esa época viajan a Sídney (Australia) con un contrato para actuar durante varios meses.
En 1964, funda con Rosa Montoya el Tablao Ciro's Mesón del Flamenco en San Francisco (California, EE. UU.). 
En 1965, Igor Moiseyev, creador de la danza escénica, gran maestro, director y coreógrafo de la famosa compañía rusa Moiseyev Dancers, acude al tablao de Ciro a ver la actuación y al día siguiente regresa con toda su compañía de 125 personas y los críticos más relevantes de los periódicos de San Francisco. 
Es Moiseyev quien le presenta en Nueva York a Sol Hurok, gran empresario y productor de danza, música, teatro y variedades.
En 1966, cierra el Tablao de San Francisco y se asienta en Nueva Orleans, primero en el Tablao El Flamenco, invitado por Teresa Romero, su fundadora y copropietaria. Cuando ésta cierra El Flamenco, Ciro decide fundar su segundo Tablao, Chateau Flamenco.
En 1967, graban en el Chateau Flamenco el disco Ciro and His Gipsy Dancers, con uno de los grandes productores musicales de la época, Cosimo Matassa.
En 1968, ofrece una audición para Sol Hurok y sus 200 agentes teatrales en el restaurante Rainbow Room (Nueva York), y acto seguido firma con él un contrato en exclusiva.
Monta, dirige y coreografía su propia compañía, Ciro y su Ballet Español, y comienza sus giras bajo los auspicios de Sol Hurok en 1969, con un primer concierto en Memphis. Con Hurok realizará largas giras por EE. UU., Canadá, Puerto Rico, Islas Vírgenes, etc.
En 1970, Sol Hurok presenta a Ciro y su compañía en la sala de conciertos Alice Tully Hall del Lincoln Center de Nueva York. La relación con Sol Hurok como mánager continúa hasta 1973. Hurok muere apenas un año después. 
El reconocimiento de su maestría le lleva a coreografiar para la American National Opera Company las Óperas Carmen de Bizet (1968), La Traviata de Giuseppe Verdi (1973) y Don Quichotte de Massenet (1974), dirigidas por la gran Sarah Caldwell y con cantantes de la talla de Marilyn Horne o Beverly Sills. Baila como artista invitado en cada una de ellas.
A la muerte de Sol Hurok, la agencia Columbia Artists Management (Nueva York) le propone representarle. Firma en exclusiva. Bajo sus auspicios iniciaron giras de conciertos por todo EE.UU. y Canadá.

### Regreso a España, enseñanza, trayectoria y algunas de sus coreografías
Terminados sus compromisos con Columbia Artists, en 1976 regresa a España e inicia su etapa de maestro de baile en la  Escuela de Arte Flamenco y Danza Española Amor de Dios(Madrid). 
Compagina la docencia en Amor de Dios con sus creaciones coreográficas y las clases magistrales en Escuelas de Danza y Universidades de diversos países de Europa, EE.UU., Australia, Canadá, Israel, Japón, Brasil... 
D. Juan María de Bourio, dueño de los Estudios Amor de Dios y Director del Ballet Nacional Festivales de España, le propone coreografiar El Amor Brujo de Manuel de Falla, que lleva a cabo y recorrerá diversas ciudades de España, Puerto Rico y EE.UU., con Curra Jiménez, Juan Mata y Ángel Arocha como protagonistas. 
En 1977, coreografía Beanamor, para el Ballet Español Fantasía, formado por los bailarines solistas Ana González, Juan Mata y el propio Ciro, con el que recorrerán con gran éxito toda Europa.
En 1978, Antonio Gades, entonces Director del Ballet Nacional de España, propone a Ciro ser maestro de baile para la Compañía. Acepta pero después de un tiempo Ciro decide recobrar la libertad con la que trabajó siempre.
Monta, en 1979, Bolero de Ravel y Garrotín para El Camborio y Lucía Real.
Presenta en 1979 en Tel Aviv (Israel), junto a Dalia Low, el espectáculo Teatro Gitano, compuesto por los guitarristas Juan Soto y David Serva, al baile Dalia Low y José Correa, y cuatro artistas de etnia gitana: El Funi, Pepa de Utrera, y los cantaores Juan Heredia y Jarillo. 
En 1981, coreografía una Guajira, titulada ‘Nostalgia Gaditana’, para la bailaora Blanca del Rey, estrenada en el programa La Danza de Televisión Española. También este año coreografía unas Alegrías, unas Soleares y una Guajira para el Ballet Español de Plácido y Sandra, estrenadas en abril de 1981 en el Teatro Monterrey del I.M.S.S. (Instituto Mexicano del Seguro Social), en Monterrey (México).
En 1982, coreografía para María Benítez una serie de bailes: Benamor, Te lo Digo bailando, y Capriccio Español.
En 1983, a instancias de Antonio Gades, hace una pequeña aparición en la película Carmen, del director Carlos Saura, en una escena filmada en los estudios Amor de Dios junto a Antonio Gades y Paco de Lucía. 
También en 1985, siendo directora del Ballet Nacional de España María de Ávila, coreografía unas Alegrías para el cuerpo de baile y un Garrotín para el bailarín Juan Mata.
1986, viaja a Brasil como director de la compañía de Joaquín Ruiz para la que coreografía Bolero de Ravel, Alegrías y Tangos.
Tras el éxito de Teatro Gitano en Tel Aviv, Ciro crea para Dalia Low un nuevo espectáculo, Torero, obra basada en los poemas de Federico García Lorca, Llanto por la muerte de Ignacio Sánchez Mejías. Se estrena en el Festival Internacional de Danza de Jerusalén, en junio de 1986. Sus principales intérpretes fueron Dalia Low, Joaquín Ruiz, Javier Barón, Miguel Ángel, con música de J.M. Molero y los guitarristas Juan Soto y Paco Cruz. 
En 1987, el actor y director de teatro José Luis Gómez pide a Ciro montar la parte de baile de la obra teatral Ay Carmela, con José Luis Gómez y la actriz Verónica Forqué. Obtienen un enorme éxito por España y Sudamérica.
Monta en 1988 una Farruca para Javier Barón, con la que el bailaor gana el ‘Giraldillo del Baile Flamenco’ en Sevilla. Y en 1989 coreografía una Farruca para el bailaor Juan Fernández.
Coreografía para Isabel Pantoja la película El Día que Nací Yo en 1991, con la dirección de Pedro Olea, y con Amparo Ribelles y Arturo Fernández encabezando el reparto.
En 1992, forma parte del jurado del primer Certamen Internacional de Coreografía de Danza Española, organizado en el Teatro Albéniz. 
También en 1992 coreografía, a propuesta del director de teatro Ángel F. Montesinos, Con Estos Versos de la Tierra Mía. Al baile Eva Leiva, Charo Espino y Antonio Hidalgo. Con esta obra recorrerán varios países de Hispanoamérica.
Crea para la bailarina María Benítez la obra El Muro, basada en un poema de Federico García Lorca, La Monja Gitana. La obra se estrenó en el Teatro Joyce (Joyce Theater) en Nueva York en 1993. 
Como maestro en los estudios Amor de Dios obtendrá en 1993, junto a los once maestros que estaban enseñando en la escuela en aquel momento, la Medalla de Plata al Mérito en las Bellas Artes por el trabajo realizado durante 35 años y el prestigio internacional conseguido, concedido por el Ministerio de Cultura de España.
En 1994 crea un Garrotín para la bailaora Lucía Real.
Siendo directoras del Ballet Nacional de España Aurora Pons, Nana Lorca y Victoria Eugenia en 1995, coreografía la danza Bailaora para Mila de Vargas, estrenada en el Teatro Albéniz de Madrid el 4 de mayo de ese año.
En 1995, recibe el Homenaje Internacional al Maestro Coreógrafo Ciro, en el Centro Flamenco Puro de Utrecht (Holanda), con la participación de los bailaores La Tania, Javier Barón y Joaquín Ruíz, junto a los guitarristas Paco Cruz y Juan Soto, y con Manuel Paladín de cantaor.
En 1997, imparte un curso al cuerpo de baile del Ballet Nacional de España sobre ‘Metodología del Baile Flamenco’. Con anterioridad enseñó en los estudios de Víctor Ullate y Mariemma. Impartió clases también en los Estudios de Lucía del Real y El Camborio.
En 1998, preside el Jurado del VII Certamen de Coreografía de Danza Española y Flamenco Archivado el 27 de noviembre de 2021 en Wayback Machine..
En la Escuela Amor de Dios permanece hasta su retirada en 2002.
Coreografía en 2008 una Soleá, que titula A Corazón Abierto, a la joven bailaora María Juncal, estrenada en el III Festival Flamenco de la Comunidad de Madrid, “Suma Flamenca”, en el Teatro Albéniz de Madrid. Fue el adiós a su larga trayectoria profesional.
En junio del 2012, forma parte del jurado del XI Festival Internacional de Flamenco en Moscú, Rusia, junto a Ana Fernández, Antonio Alonso, Juan Mata y José Espinosa.

### Colaboradores de relieve
Ciro ha contado con colaboradores de gran relieve a lo largo de su trayectoria profesional, entre los que destacan guitarristas: 
- Paco Cruz, Fredo Erber, Tito Losada, José María Molero, Víctor Monge, Juan Moro, Hiroshi Okamoto, Benito Palacios, Adonis Puertas, Carlos Rubio, Sabicas, Carlos Sánchez, Juan Serrano, David Serva, Juan Soto, Pedro Sierra,

y cantaores: 
- Domingo Alvarado, Juan Cantero, El Funi, Juan Heredia, Jarillo, Gabriel Moreno, Manuel Palacín, Pepe Segundo, Manolo Segura, Juan Serrano (de Córdoba), Luis Vargas.

### Maestro y mentor
Ciro ha sido maestro y mentor de grandes representantes de la Danza Española:
Sara Baras, Blanca del Rey, Ana González, Teresa Vallejo, Rafael Martos, Diego Llori, Luis Ortega, Giorgia Celli, María Benítez, Curro Sendra, La Tania, Marco Berriel, Juan Paredes, Joaquín Ruiz, Javier Latorre, Juan de Juan, Nina Corti, Beatriz Martín, Linda Vega, Aída Gómez, Lola Greco, Antonio Canales, Javier Barón, Carmen Cortés, Rafael Amargo, Isaac de los Reyes, Montserrat Sánchez Borrás, Gabriel Heredia, Fuensanta Morales, etc. 
Y personajes como Carmen Maura, Verónica Forqué, Paola Dominguín, Laura García Lorca, etc.
“Uno de los mejores maestros de danza con que hemos contado nunca”, en palabras de Gamboa y Calvo, 2001, pág: 85; “Ciro, uno de los más prestigiosos coreógrafos del baile flamenco”, Navarro y Ropero (Dirs), pág. 478.
Ciro ha dejado su impronta a una extensa generación, nacional e internacional, de bailarines/as a través de sus coreografías y su enseñanza por medio mundo.
Ciro descansa en el Cementerio Municipal de Baltanás, en Baltanás (Palencia), el pueblo donde transcurrió su infancia y primera juventud, y donde se inició en su vital proceso creativo.

## Autobiografía
Diezhandino Nieto, Ciro, Ciro bailaor. De la Castilla profunda al Lincoln Center de Nueva York. Autobiografía, Punto Rojo Libros, ISBN: 978-841819414-6, 2021

## Artículos de prensa
- “Un abogado que baila flamenco”, Madrid diario, Suplemento DOMINGO, n.º 1.361
- “Ole! Ole!”, Dance Magazine, New York (EE. UU.), febrero 1964
- “Words and Music. The Moiseyev at Ciro’s”, The Paper. Oshkosh, Wisconsin (EE. UU.), Crítica de John Miner, 24 de febrero de 1969
- "Ciro Leads Fiery Troupe", The New York Times, Nueva York (EE. UU.), 5 de octubre de 1970
- “Ballet Opens Wesleyan Series”, Columbus Citizen-Journal, Columbus, Ohio (EE. UU.), 9 de octubre de 1970
- “Ole! Cries Are Heard For Ciro”, The Atlanta Constitution, Atlanta, Georgia (EE. UU.), 17 de octubre de 1970
- “Ciro y su Ballet Flamenco: un Espectáculo lleno de Colorido”, El Mundo, Puerto Rico, 2 de diciembre de 1970
- “Ballet Group Excites Audience”, The State Journal-Register, Springfield, Illinois (EE. UU.), 28 de octubre de 1972
- “Ballet Español draws standing ovation at North Bay”, The North Bay Nugget, North Bay, Ontario (Canadá), 16 de noviembre de 1972
- “Crowd Sounds ‘Ole’ For Flamenco Crew”, Daily Colonist. Victoria, British Columbia (Canadá), 30 de enero de 1973
- “Brutal Ballad”, The Jerusalem Post Magazine, Jerusalén, Israel, 6 de junio de 1986
- “Dreams of Love in a Cloister Garden”, The New York Times, Nueva York (EE.UU.), 23 de abril de 1993
- "Reportaje-Entrevista con el Maestro de Flamenco Ciro", Revista Por La Danza, número 97, 22 de enero de 2013
- “Baltanás despide al coreógrafo y bailarín mundial Ciro Diezhandino”, El Norte de Castilla, 5 de febrero de 2020
- “Muere el Maestro Ciro”, Diario de Sevilla, 5 de febrero de 2020
- Programas del Coreógrafo Ciro Diezhandino (Ciro Diezhandino Nieto), de las temporadas: 1969-1975, Archivo Comunidad de Madrid
- Bailarines de España

## Discografía
- El Formidable CIRO with His Gypsy Dancers LP At Chateau Flamenco, Cosimo’s Studios, 1967